# Bujskij rajon
Il Bujskij rajon (in russo Буйский район?) è un rajon dell'Oblast' di Kostroma, nella Russia europea; il capoluogo è Buj. Istituito l'8 ottobre 1928, Ricopre una superficie di 3.248 chilometri quadrati e nel 2010 ospitava una popolazione di circa 12.000 abitanti.